# 유럽 고속도로 601호선
유럽 고속도로 601호선(European route E601)은 프랑스의 니오르과 라로셸을 서로 이어주는 총 연장이 61km인 유럽 고속도로 노선망으로, 해당 도로는 B클래스급 간선도로이다.

## 주요 경유지
- 프랑스
  - 니오르
  - 라로셸 : 유럽 고속도로 03호선, 유럽 고속도로 602호선